# Middle Brook, Missouri

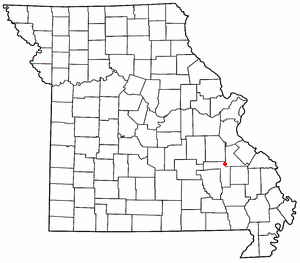
Harta statului cu indicarea poziției localității Middle Brook

Middle Brook este o localitate neîncorporată la linia de separare dintre comitatele Iron și Saint Francois din statul Missouri, Statele Unite ale Americii.
Se găsește la circa 10 km (sau 6 mile) nord de Ironton, la 6,5 km (ori 4 mile) est de Belleview, respectiv la 11 km (sau 7 mile) sud-est de Belgrade și Caledonia.